# Carl Gustav Sanio
Carl Gustav Sanio, född 5 december 1832 i Lyck, död där 3 februari 1891, var en tysk läkare och botaniker. 
Sanio var medicine doktor och docent i botanik i Königsberg. Han utforskade framgångsrikt bland annat växtstammarnas, särskilt vedväxternas, cellbyggnad, såsom ytterbark och kork, kärlsträngarnas uppkomst, intercellularsubstansen, och var en av de första, som riktigt förklarade vedens anatomi och en stams tjocklekstillväxt.